# Parahyba Sport
O Parahyba Sport Club foi um clube brasileiro de futebol, sediado na cidade de João Pessoa, capital do estado da Paraíba.
Foi campeão paraibano de 1911.